# Simonsbath
Simonsbath, ook Exmoor, is een civil parish in het bestuurlijke gebied West Somerset, in het Engelse graafschap Somerset met 156 inwoners.